# Eucryphia hybrida
Eucryphia hybrida là một loài thực vật có hoa trong họ Cunoniaceae. Loài này được J.Bausch mô tả khoa học đầu tiên năm 1938.